# What Makes a Man
What Makes a Man è un singolo discografico del gruppo pop irlandese Westlife, pubblicato nel 2000. 

## Il brano
Il brano è stato scritto da Wayne Hector, Steve Mac e prodotto da quest'ultimo.
Si tratta del terzo singolo estratto dal secondo album in studio della band Coast to Coast.

## Tracce
UK CD 1
1. What Makes a Man (Single Remix) - 3:52
2. I'll Be There - 3:55
3. My Girl - 2:46

UK CD 2
1. What Makes a Man (Single Remix) - 3:52
2. I'll Be There - 3:55
3. What Becomes of the Brokenhearted - 3:30

## Classifiche
| Classifica  | Posizione raggiunta |
| ----------- | ------------------- |
| Regno Unito | 2                   |